# Football Club de Nantes 2012-2013
Questa voce raccoglie le informazioni riguardanti il Football Club de Nantes nelle competizioni ufficiali della stagione 2012-2013.

## Maglie e sponsor
Lo sponsor tecnico per la stagione 2012-2013 è Erreà.
| Casa | Trasferta |

## Organigramma societario
Organigramma societario tratto dal sito ufficiale.
Area direttiva
- Presidente: Waldemar Kita
- Direttore generale delegato: Franck Kita
- Direttrice amministrativa e finanziaria: Blandine Capitaine
- Direttore commerciale: Eric Chevrier
- Direttore delle operazioni: Luc Delatour
- Direttrice delle comunicazioni: Sylvie Poulmarch

Area tecnica
- Allenatore: Michel Der Zakarian[3]
- Allenatore in seconda: Bruno Baronchelli
- Preparatori dei portieri: Guy Jollivet, Willy Grondin[4]

## Rosa
Aggiornata al 17 febbraio 2013.
| N. |                          | Ruolo | Calciatore                  |
| -- | ------------------------ | ----- | --------------------------- |
| 1  | Francia (bandiera)       | P     | Rémy Riou                   |
| 3  | Senegal (bandiera)       | D     | Papy Djilobodji             |
| 4  | Algeria (bandiera)       | D     | Ahmed Madouni               |
| 5  | Francia (bandiera)       | D     | Olivier Veigneau (capitano) |
| 6  | Venezuela (bandiera)     | D     | Gabriel Cichero             |
| 7  | Francia (bandiera)       | C     | Fabrice Pancrate            |
| 8  | Francia (bandiera)       | C     | Vincent Bessat              |
| 9  | Serbia (bandiera)        | A     | Filip Djordjević            |
| 10 | Venezuela (bandiera)     | A     | Fernando Aristeguieta       |
| 10 | Guinea (bandiera)        | A     | Ismaël Bangoura             |
| 11 | Francia (bandiera)       | A     | Damien Mayenga              |
| 12 | Mali (bandiera)          | C     | Birama Touré                |
| 13 | Togo (bandiera)          | A     | Serge Gakpé                 |
| 14 | Mali (bandiera)          | C     | Ismaël Keïta                |
| 15 | Corea del Sud (bandiera) | A     | Lee Yong-Jae                |
| 16 | Francia (bandiera)       | P     | Erwin Zelazny               |
| 17 | Tunisia (bandiera)       | C     | Saad Trabelsi               |

| N. |                           | Ruolo | Calciatore           |
| -- | ------------------------- | ----- | -------------------- |
| 18 | Francia (bandiera)        | C     | Lucas Déaux          |
| 19 | Algeria (bandiera)        | D     | Karim Djellabi       |
| 19 | Marocco (bandiera)        | D     | Jamal Alioui         |
| 20 | Francia (bandiera)        | C     | Adrien Trebel        |
| 22 | Francia (bandiera)        | D     | Issa Cissokho        |
| 23 | Francia (bandiera)        | C     | Yohann Eudeline      |
| 24 | Comore (bandiera)         | D     | Chaker Alhadhur      |
| 25 | Francia (bandiera)        | C     | Jordan Veretout      |
| 26 | Costa d'Avorio (bandiera) | D     | Koffi Djidji         |
| 27 | Francia (bandiera)        | D     | Alexandre Wroblewski |
| 32 | Mali (bandiera)           | A     | Adama Niane          |
| 33 | Francia (bandiera)        | C     | Abdoulaye Touré      |
| 33 | Francia (bandiera)        | D     | David Alcibiade      |
| 33 | Francia (bandiera)        | A     | Loïs Diony           |
| 33 | RD del Congo (bandiera)   | D     | Aristote N'Dongala   |
| 40 | Francia (bandiera)        | P     | Maxime Dupé          |
|    | Francia (bandiera)        | D     | Jérémy Le Sourne     |